# George Lucas
George Walton Lucas, Jr. (n. 14 mai 1944, Modesto, California, SUA) este un producător de filme, regizor, filantrop și antreprenor american.
Cele mai cunoscute creații ale sale le reprezintă seriile de filme Războiul stelelor (engleză Star Wars), respectiv Indiana Jones. Actorul american Harrison Ford a jucat în toate aceste filme, fiind singurul actor căruia Războiul stelelor i-a dat un impuls carierei.

## Copilăria și studiile
Lucas s-a născut în Modesto, California, fiul lui Dorothy Lucas (născută Bomberger) și al lui George Lucas Sr. (1913–1991), proprietarul unui magazin de papetărie.
Lucas a crescut în liniștitul orășel Modesto din Central Valley, iar pasiunea sa timpurie pentru mașini și motoare de curse l-a inspirat în realizarea fenomenului cu buget redus American Graffiti, nominalizat la Oscar. Cu mult timp înainte să devină obsedat de realizarea filmelor, Lucas a vrut să fie pilot de curse și și-a petrecut mare parte din anii de școală concurând în circuite neoficiale la bâlciuri și meșterind prin garaje. Totuși, un accident cvasi-mortal cu mașina lui, Autobianchi Bianchina, pe 12 iunie 1962, cu doar câteva zile înainte de absolvirea liceului, l-a făcut să se răzgândească repede. În loc să piloteze, a urmat cursurile Modesto Junior College și mai târziu a fost acceptat la un colegiu să studieze antropologia. În timpul în care a luat câteva lecții de arte liberale, și-a dezvoltat o pasiune pentru cinematografie și trucurile cu camera de filmat. George Lucas a absolvit la Brookdale Community College din New Jersey.
A urmat cursurile University of Southern California School of Cinematic Arts. USC a fost una dintre primele universități la care s-au ținut cursuri de cinematografie. În perioada studiilor la USC, George Lucas l-a avut coleg de cameră pe Randal Kleiser. Împreună cu alți colegi de clasă precum Walter Murch, Hal Barwood și John Milius, ei au devenit o gașcă de studenți la cinematografie cunoscută ca The Dirty Dozen (Duzina de ticăloși). A devenit de asemenea foarte bun prieten cu mult aclamatul student-autor de filme Steven Spielberg. Lucas a fost puternic influențat de cursul Filmic Expression predat la școală de cineastul Lester Novros care se concentra pe elementele non-narative ale filmului, cum ar fi culoarea, lumina, mișcarea, spațiul și timpul. O altă uriașă inspirație a fost monteurul sârb (și decan al USC Film Department) Slavko Vorkapic, un teoretician de film comparabil, ca importanță istorică, cu Sergei Eisenstein, care se mutase la Hollywood pentru a face montaje impresionante la MGM, RKO și Paramount.
Lucas s-a îndrăgostit nebunește de cinema-ul pur, devenind repede prolific în realizarea filmelor pe 16 mm, fără personaje și cinéma vérité cu titluri precum: Look at Life, Herbie, 1:42:08, The Emperor, Anyone Lived in a Pretty (how) Town, Filmmaker și 6-18-67. A devenit pasionat și interesat de imagine și de editare, definindu-se el însuși ca fiind mai degrabă un realizator de film decât un regizor.
După absolvire în 1967, el a încercat să se înroleze în Aviația SUA ca ofițer, dar a fost refuzat imediat din cauza numeroaselor amenzi pentru depășirea limitei de viteză. A fost mai apoi chemat în armată pentru satisfacerea serviciului militar în Vietnam, fiind respins după ce la testele medicale i s-a descoperit un diabet, boală de care murise bunicul din partea tatălui.
În 1967, Lucas s-a re-înrolat ca absolvent al USC în realizarea de filme. Lucrând ca profesor-instructor la o clasă a Marinei unde studenților li se preda documentarul cinematografic, Lucas a regizat filmul de scurt-metraj Electronic Labyrinth: THX 1138 4EB, care a câștigat premiul I la Festivalul național de film pentru studenți din 1967–68 și a fost mai târziu adaptat în primul său film de lung metraj, THX 1138. Lucas a obținut o bursă școlară de la Warner Brothers ca să învețe și să lucreze la realizarea filmelor pe care și le alegea. Filmul ales a fost Finian's Rainbow (1968) regizat de Francis Ford Coppola, notoriu printre studenții din acele timpuri ca fiind absolventul de cinematografie care "o izbise" la Hollywood. În 1969, George Lucas era unul din cameramanii clasicului film de concert Rolling Stones - Gimme Shelter.

## Cariera în cinematografie
George Lucas este unul din cei mai de succes și mai omagiați realizatori de film din istorie, cu o carieră în cinematografie dominată de scenariu și producție. Pe lângă cele nouă scurt-metraje realizate în anii 60, el a mai regizat de asemenea șase lung-metraje până astăzi. 
Munca de la începutul anilor 70 ca scenarist-regizor care l-a impus ca o figură marcantă la Hollywood constă în doar trei titluri, realizate între 1971 și 1977 — THX 1138, American Graffiti, Star Wars (Războiul stelelor)—și a existat o pauză de 22 de ani între Star Wars Episode IV și celelalte filme pe care le-a regizat, cele trei ante-Star Wars.
Cursul carierei lui Lucas contrastează cu acela al prietenului și colaboratorului său, Steven Spielberg, implicat de asemenea în scenarii și producție, dar care a și regizat aproape treizeci de filme importante într-un interval aproximativ similar de timp. Totuși, grație îndelungatei sale colaborări cu Spielberg, Lucas a contribuit ca scenarist și producător executiv la o altă franciză de uriaș succes a  Hollywoodului, seria Indiana Jones. În plus, decizia sa vizionară de a-și înființa propria companie de efecte speciale pentru realizarea primului Star Wars i-a adus beneficii enorme; multpremiată Industrial Light and Magic (ILM) este cunoscută ca unul din liderii mondiali în domeniu și a creat efecte speciale inovatoare pentru multe alte hituri de box office.
Lucas este co-fondator al casei de producție American Zoetrope, împreună cu Francis Ford Coppola, pe care l-a cunoscut în perioada bursei Warner Brothers, cu care spera să creeze un mediu liber pentru realizatorii de film, pentru ca aceștia să regizeze în afara controlului opresiv al studiourilor de la Hollywood. Primul său lung-metraj realizat în acest studio, THX 1138, nu a fost un succes. Lucas și-a înființat atunci propria companie, Lucasfilm, Ltd., unde a regizat un film de mult mai mare succes, American Graffiti (1973). Apoi a propus o nouă adaptare a filmului Flash Gordon, dar drepturile nu erau disponibile. Însă proaspăt obținuta avere și reputație i-au permis să dezvolte în loc o poveste plasată în spațiu. Chiar și așa, a întâmpinat dificultăți în realizarea Star Wars. Meritul îi aparține lui Alan Ladd, Jr., de la Fox Studios, căruia îi plăcuse American Graffiti și care a obținut un acord de producție și distribuție pentru film, ceea ce s-a încheiat prin a aduce Fox pe linia de plutire din punct de vedere financiar după mai multe eșecuri de box-office.
Din punct de vedere al profitabilității, Star Wars s-a dovedit a fi unul dintre cele mai de succes filme din toate timpurile. În timpul filmărilor la Star Wars, Lucas a renunțat la onorariul său de regizor și a negociat obținerea drepturilor de licență (pentru cărți realizate după film, tricouri, jucării etc.)—drepturi pe care studioul le-a considerat aproape fără valoare. Această decizie i-a adus sute de milioane de dolari, fiind capabil să profite direct de pe urma tuturor produselor asupra cărora avea licență: jocuri, jucării și suveniruri create pentru franciză. Acest capital acumulat i-a permis să-și finanțeze continuarea fără umile rugăminți.
În primele două decenii după primul Star Wars, Lucas a muncit intens ca scenarist și/sau producător, inclusiv numeroase producții Star Wars pentru  film, TV, și alte surse media. A fost producător executiv la următoarele două Star Wars, încredințând regia la The Empire Strikes Back (1980, Imperiul contraatacă) lui Irvin Kershner și la Return of the Jedi (1983, Întoarcerea cavalerului Jedi) lui Richard Marquand, aparând ca autor al ideii la început și împărțind scenariul cu Lawrence Kasdan pe generic. Lucas a fost de asemenea producător executiv și scenarist la toate cele patru filme Indiana Jones. 
Alte proiecte notabile ca producător sau producător executive în această perioadă: Kagemusha (1980) al lui Kurosawa, Body Heat (1981) al lui Lawrence Kasdan, Labyrinth (1986) al lui Jim Henson, Powaqqatsi (1986) al lui Godfrey Reggio și animația The Land Before Time (1988). Au existat și proiecte care nu s-au bucurat de prea mare succes, totuși, incluzând aici More American Graffiti (1979), ghinionistul Howard the Duck (1986, acesta fiind probabil cel mai mare eșec al carierei sale), Willow (1988, pe care tot Lucas l-a scris) și  Tucker: The Man and His Dream (1988) al lui Francis Ford Coppola. Între 1992 și 1996 Lucas a fost producător executiv la serialul TV The Young Indiana Jones Chronicles (Cronicile tânărului Indiana Jones). 
În 1997, pentru a douăzecea aniversare a Star Wars, Lucas s-a întors la trilogia lui pentru a completa și adăuga unele scene folosind noua tehnologie digitală. Aceste trei noi versiuni au fost lansate în cinematografe ca Star Wars Trilogy: Special Edition.
Studioul de animație Pixar a fost fondat de Graphics Group, o treime din Divizia Computere a Lucasfilm. Primele cercetări în grafica computerizată de la Pixar au adus efecte inovatoare în filme precum Star Trek II: The Wrath of Khan și Young Sherlock Holmes, iar grupul a fost cumpărat în 1986 de Steve Jobs la scurt timp după ce părăsise Apple după o luptă pentru putere la Apple Computer. Jobs i-a plătit 5 milioane de dolari lui Lucas și a mai adăugat 5 milioane la capitalul companiei. Tranzacția reflectă dorința lui Lucas de a mai acoperi din pierderile financiare acumulate în cei șapte ani de proiecte de cercetare privind noile instrumente tehnologice din divertisment, precum și noua focalizare a companiei lui pe crearea de produse de divertisment mai degrabă decât instrumente. Un factor decisiv l-au constituit și problemele financiare apărute în urma divorțului lui Lucas din 1983 coroborat cu brusca scădere a veniturilor din licența Star Wars urmare a lansării Return of the Jedi.
În 1994 Lucas a început lucrul la un scenariu pentru prequelul Star Wars Episode I, ce avea să fie primul film regizat de el în peste două decade. The Phantom Menace a fost lansat în 1999, începând o nouă trilogie Star Wars. Lucas a mai regizat de asemenea Star Wars Episode II și Episode III lansate în 2002 și, respectiv, în 2005. În 2008, a refăcut echipa cu Steven Spielberg pentru Indiana Jones and the Kingdom of the Crystal Skull (Indiana Jones și Regatul craniului de cristal).
Lucas este în prezent producător executiv la Star Wars: The Clone Wars (Războiul clonelor), un serial animat televizat pe Cartoon Network, serial precedat de un lung-metraj cu același nume. De asemenea lucrează la untitled Star Wars live-action series (Serial Star Wars – fără titlu), nume provizoriu.
Pentru filmul Red Tails (2010), Lucas este scenarist și producător executiv.

## Premii
Institutul American de Film i-a decernat lui Lucas premiul Life Achievement Award (pentru întreaga activitate) pe 9 iunie 2005. Aceasta s-a întâmplat imediat după lansarea Star Wars Episode III: Revenge of the Sith, despre care a glumit afirmând că, dat fiind că el vede seria Star Wars ca pe un singur film, acum era momentul potrivit să primească premiul.
Pe 5 iunie 2005, Lucas a fost inclus pe lista celor  100 "Greatest Americans" de către Discovery Channel. 
Lucas a fost nominalizat la 4 premii Oscar: regie și scenariu pentru American Graffiti, și regie și scenariu pentru Star Wars. A primit totuși din partea Academiei americane de film Oscarul onorific Irving G. Thalberg Award în 1991. 
A apărut la ediția 79 a premiilor Academiei în 2007 alături Steven Spielberg și Francis Ford Coppola pentru a decerna Oscarul pentru cel mai bun regizor prietenului lor, Martin Scorsese. În timpul discursului, Spielberg și Coppola au vorbit despre bucuria de a obține un Oscar, glumind pe seama lui Lucas, care nu obținuse un Oscar în urma unei competiții.
În anii 2000 George Lucas s-a făcut remarcat și prin numeroase și consistente donații, una dintre ele chiar către USC, ale cărei cursuri le absolvise.
Pe 25 august 2009, Guvernatorul Arnold Schwarzenegger și Maria Shriver au anunțat că Lucas va fi unul dintre cei 13 din California Hall of Fame incluși în expoziția anuală a The California Museum. Ceremonia de deschidere a avut loc pe 1 decembrie 2009 în Sacramento, California.
Pe 6 septembrie 2009, Lucas a fost la Festivalul de film Veneția pentru a decerna echipei Pixar Leul de Aur pentru întreaga activitate.

## Viața personală
În 1969, Lucas s-a căsătorit cu editorul de film Marcia Lou Griffin, care a obținut un Oscar pentru montaj la (Episode IV) Star Wars. George și Marcia au adoptat o fiică, Amanda, în 1981, și au divorțat în 1983. De atunci Lucas a mai adoptat doi copii: Katie și Jett, născuți în 1988 și, respectiv, în 1993. Toți cei trei copii au apărut în cele trei prequeluri la Star Wars, la fel ca și Lucas. Lucas a fost logodit cu cântăreața Linda Ronstadt, după o lungă relație.
A avut o relație și cu Mellody Hobson, președinte la Ariel Investments, din 2006, ea însoțindu-l la diverse evenimente, inclusiv la ceremonia 79th Academy Awards din februarie 2007 și la Globurile de Aur 2010.
Lucas a fost născut și crescut într-o familie practicantă metodistă. Temele religioase și mitice din Star Wars provin din interesul lui Lucas pentru scrierile lui Joseph Campbell, el identificându-se puternic cu filozofiile religiilor estice pe care le-a studiat și inclus în filmele sale, ca inspirație majoră pentru "Forță". Lucas a afirmat că religia sa este "Buddhist Methodist".

## Filmografie
Filmografie selectă
1. THX 1138 (1971)
2. American Graffiti (1973)
3. Star Wars (1977, Războiul stelelor)
4. Star Wars: Episode I - The Phantom Menace (1999, Amenințarea fantomei)
5. Star Wars: Episode II - Attack of the Clones (2002, Atacul clonelor)
6. Star Wars: Episode III - Revenge of the Sith (2005, Răzbunarea Sith-ului)

## Premii
| An   | Premiu                              | Categorie                                                                                              | Film                                       | Rezultat     |
| ---- | ----------------------------------- | --- | ------------------------------------------ | ------------ |
| 1973 | Academy Award                       | Best Director                                                                                          | American Graffiti                          | Nominalizare |
| 1973 | Academy Award                       | Best Writing                                                                                           | American Graffiti                          | Nominalizare |
| 1973 | Golden Globe Award                  | Best Director                                                                                          | American Graffiti                          | Nominalizare |
| 1978 | Academy Award                       | Best Director                                                                                          | Star Wars                                  | Nominalizare |
| 1978 | Academy Award                       | Best Writing                                                                                           | Star Wars                                  | Nominalizare |
| 1978 | Evening Standard British Film Award | Best Film                                                                                              | Star Wars                                  | Câștigat     |
| 1978 | Golden Globe Award                  | Best Director                                                                                          | Star Wars                                  | Nominalizare |
| 1978 | Saturn Award                        | Best Director                                                                                          | Star Wars                                  | Câștigat     |
| 1978 | Saturn Award                        | Best Writing                                                                                           | Star Wars                                  | Câștigat     |
| 1980 | Hugo Award                          | Best Dramatic Presentation Shared with Philip Kaufman, Lawrence Kasdan, Steven Spielberg               | Raiders of the Lost Ark                    | Câștigat     |
| 1983 | Hugo Award                          | Best Dramatic Presentation Shared with Lawrence Kasdan and Richard Marquand                            | Return of the Jedi                         | Câștigat     |
| 1983 | Saturn Award                        | Best Writing                                                                                           | Return of the Jedi                         | Nominalizare |
| 1988 | Golden Raspberry Award              | Worst Screenplay                                                                                       | Willow                                     | Nominalizare |
| 1990 | Hugo Award                          | Best Dramatic Presentation Shared with Jeffrey Boam, Menno Meyjes, Philip Kaufman and Steven Spielberg | Indiana Jones and the Last Crusade         | Câștigat     |
| 1999 | Golden Raspberry Award              | Worst Director                                                                                         | Star Wars Episode I: The Phantom Menace    | Nominalizare |
| 1999 | Golden Raspberry Award              | Worst Picture                                                                                          | Star Wars Episode I: The Phantom Menace    | Nominalizare |
| 1999 | Golden Raspberry Award              | Worst Screenplay                                                                                       | Star Wars Episode I: The Phantom Menace    | Nominalizare |
| 1999 | Saturn Award                        | Best Director                                                                                          | Star Wars Episode I: The Phantom Menace    | Nominalizare |
| 2002 | Golden Raspberry Award              | Worst Director                                                                                         | Star Wars Episode II: Attack of the Clones | Nominalizare |
| 2002 | Golden Raspberry Award              | Worst Picture Shared with Rick McCallum                                                                | Star Wars Episode II: Attack of the Clones | Nominalizare |
| 2002 | Golden Raspberry Award              | Worst Screenplay                                                                                       | Star Wars Episode II: Attack of the Clones | Câștigat     |
| 2002 | Saturn Award                        | Best Director                                                                                          | Star Wars Episode II: Attack of the Clones | Nominalizare |
| 2005 | Empire Award                        | Best Film                                                                                              | Star Wars Episode III: Revenge of the Sith | Nominalizare |
| 2005 | Empire Award                        | Best Sci-Fi/Fantasy                                                                                    | Star Wars Episode III: Revenge of the Sith | Câștigat     |
| 2005 | MTV Movie Award                     | Best International Movie                                                                               | Star Wars Episode III: Revenge of the Sith | Nominalizare |
| 2005 | Saturn Award                        | Best Director                                                                                          | Star Wars Episode III: Revenge of the Sith | Nominalizare |
| 2005 | Saturn Award                        | Best Writing                                                                                           | Star Wars Episode III: Revenge of the Sith | Nominalizare |